# Guillem Soler

Carta portolana de Guillem Soler de la Biblioteca Nacional de París, ca. 1380

Guillem Soler (Mallorca, segles xiv i xv) fou un bruixoler i mestre de cartes de navegar documentat entre 1368 i 1402, data en què ja era difunt, coetani per tant de Cresques Abraham i del seu fill Jafuda Cresques.
La seva obra reprodueix els models cartogràfics, toponímics i decoratius portats, o desenvolupats, a Mallorca per Angelí Dolcet. La distància cronològica entre l'obra d'aquest darrer i la de Guillem Soler fan suposar que el seu aprenentatge es produí mitjançant un deixeble d'Angelí que hom ha identificat hipotèticament amb Guillem Cantarelles.
S'ha suposat que el Rei Joan el Caçador, es refereix a Guillem Soler en una carta escrita a la mort de Cresques Abraham, 1387, quan diu que un mestre cristià, lo qual diuen que és fort apte en semblant obra ha de finalitzar un mapa que havia encarregat, en el cas que Cresques l'hagués deixat inacabat. Aquesta suposició es fonamenta en la inexistència de documentació sobre cap altre taller de cristians de natura en aquelles dates a Mallorca i, si la hipòtesi fos correcta, acreditaria que Soler abans no treballava per la corona, cosa que, entre altres raons, el descartaria com a autor de l'Atles Català.
Gabriel Soler és el fundador d'una saga de cartògrafs que perllongaren la seva activitat fins al darrer terç del segle xv i que conformaren els tallers cristians de la denominada Escola cartogràfica mallorquina, la filiació d'aquests cartògrafs, a més d'estar fonamentada en la documentació de l'època, es pot resseguir per algunes característiques peculiars de la seva producció.

## Obra cartogràfica
Malgrat que Guillem Soler segueix el model dolcetià, es detecten alguns detalls propis que la historiografia ha denominat patró solerià, que permeten distingir-lo del patró cresquià o jueu i convers, amb el qual, però, comparteix la substitució del llatí, usat en la cartografia feta a Mallorca fins aleshores, per la llengua catalana. Els seus trets particulars són: 
- Obviar les referències a Moisès al mont Sinaí, i la seva substitució per les referències al Monestir de santa Caterina.
- Indicació a La Meca que Mahoma és un fals profeta.
- Indicació que Buda és el lloc on es coronen els reis d'Hongria.
- Petites diferències toponímiques en relació als Cresques.

Es conserven dues cartes signades per Guillem Soler:
- Carta s/d, aprox. 1380, Biblioteca Nacional de França (Res. Ge. B. 1131), àrea mediterrània i atlàntica. Decorada; abunden els escuts i banderes de ciutats.
- Carta de 1385, Arxiu d'Estat de Florència (CN 3), àrea mediterrània i atlàntica. Sense decorar.

## Genealogia dels cartògrafs Soler-Lloret
```
──
Guillem Soler
 (doc. 1368-†<1402)
├──
Joan Soler
 (doc. 1405-1409)
│ └──
Rafel Soler
 (doc. 1420-†<1446)
│ └──
Gabriel Soler
 (doc. 1446-1475)
└──Margarita ∞(<1402) Esteve Lloret
└──
Rafel Lloret
 (doc. 1436-†<1451)
```